# Радигоже
Радигоже (грч. Αγία Άννα, до 1928. грч. Ραδιγκόσδι) је насељено место у општини Нестрам у периферији Западна Македонија, Грчка. Према попису из 2021. године био је 31 становник.
Према бугарском географу и историчару, Василу Канчову, у Радигожу је 1900. године живело 85 Словена хришћана. Македонски историчар Тодор Симовски, 1998. године наводи да су Радигоже словенско насеље.